# Eddie Fatu
Edward "Eddie" Fatu (Samoa Nord-americana, 28 de març de 1973 - Houston, 4 de desembre de 2009), més conegut com a Umaga, fou un lluitador professional samoà, que va treballar a la World Wrestling Entertainment (WWE) i a la Total Nonstop Action Wrestling (TNA) entre d'altres.